# Eiludd Powys
Eiludd ap Cynan, également connu sous le nom de Eiludd Powys est un roi du nord du Powys après 616

## Contexte
Eiludd serait le troisième fils putatif de Cynan ap Brochfael. Une théorie affirme que lorsque Manwgan ap Selyf accède au  trône en 613, il était un jeune garçon, ce qui a conduit à une invasion de Powys par Eluadd ap Glast (alias Eiludd Powys), l'ancien roi de Dogfeiling. L'usurpateur a probablement réussi à se maintenir sur le trône pendant une trentaine d'années ou plus avant d'être tué en combattant les Northumbriens, peut-être lors de la bataille de Maes Cogwy (Oswestry) en 642. La dynastie Dogfeiling est finalement  écrasée par les Saxons vers 656. 
Il est toutefois plus probablement le fils ou le frère cadet de Selyf "Sarffgadau" ap Cynan Garwyn. On ignore son identité précise, car les sources sont contradictoires: le manuscrit des Généalogies du Jesus College MS. 20  fait de lui le fils de Selyf Sarffgadau ap Cynan Garwyn et le frère de Manwgan tandis que celui des  Harleian genealogies Ms. 3859 fait de lui le frère de Selyf Sarffgadau, il pourrait être soit, comme ce n'est pas rare qu'un frère réussisse en l'absence d'un héritier adulte (voir Rhyddfedd Frych), où que l'aîné étant négligé comme successeur par leur père (voir Gruffydd ap Llywelyn Fawr et Dafydd ap Llywelyn) il ait réussi à s'emparer du trône . Une référence intéressante,  aux descendants de Selyf, serpents de bataille se trouve dans l'oeuvre du poète de la cour de Powys; Cynddelw Brydydd Mawr actif au XIIe siècle pour la famille royale de Powys, puis après leur chute, pour le Gwynedd puis pour le Powys Wenwynwyn.